# آيت امهارشن (بوشاوون)
آيت امهارشن هي إحدى مشيخات المملكة المغربية، تتبع جغرافيا لإقليم فكيك وإداريًا لبوشاوون. يقدر عدد سكانها بـ 855 نسمة حسب الإحصاء الرسمي للسكان والسكنى لسنة 2004.